# Funny Girl
Funny Girl è un film del 1968 diretto da William Wyler, tratto dall'omonimo musical del 1964. Streisand ha vinto l'Oscar come migliore attrice per la sua interpretazione, ex aequo con Katharine Hepburn.
Nel 1975 venne girato un sequel dal titolo Funny Lady, che però non ebbe lo stesso successo. Nel 2016 venne scelto per la conservazione nel National Film Registry della Biblioteca del Congresso negli Stati Uniti.

## Trama
Il film, narrato in flashback dalla stessa protagonista, è la biografia di Fanny Brice (1891-1951), artista delle Ziegfeld Follies che ebbe un grande successo tra le due guerre. Nata povera, nel quartiere ebreo dell'East Side di New York, Fanny è una ragazza non bella, ma dotata di grande talento e di senso dell'umorismo. Fattasi notare dal grande impresario Florenz Ziegfeld, esordisce a Broadway ottenendo in brevissimo tempo un grande successo e divenendo una star della più celebre compagnia di varietà degli Stati Uniti.
Fanny si sposa tre volte, la prima delle quali con un avventuriero incontrato a Baltimora. Nick Arnstein, affascinante professionista dei tavoli da gioco, la coinvolge nelle alterne fortune del gioco d'azzardo: dopo un anno di vita felice, viene travolto dai debiti e deve scontare due anni di reclusione per truffa. Chiede il divorzio da Fanny e, dopo aver scontato la pena, Fanny glielo concede rimanendo sola.

## Produzione
La sceneggiatura di Isobel Lennart è stata adattata dal suo libro per l'omonimo musical teatrale. È vagamente basato sulla vita e sulla carriera di Broadway e della star del cinema e comica Fanny Brice e sulla sua relazione tempestosa con l'imprenditore e giocatore d'azzardo Nicky Arnstein.
Prodotto dal genero di Brice, Ray Stark, con musica e testi di Jule Styne e Bob Merrill, il film è interpretato da Barbra Streisand (nel suo debutto cinematografico che riprende il suo ruolo di Broadway) nel ruolo di Brice e Omar Sharif come Arnstein, con un cast di supporto con Kay Medford, Anne Francis, Walter Pidgeon, Lee Allen e Mae Questel. È stato il primo film della compagnia di Stark Rastar.
Considerato uno dei più grandi film musicali di sempre, il film, inoltre, si avvale dei costumi e delle coreografie di Herbert Ross.

## Colonna sonora
Nel film sono compresi i seguenti brani musicali:
- Overture (musica di Jule Styne) (brano strumentale)
- If A Girl Isn't Pretty (musica di Jule Styne, testo di Bob Merrill), cantata da Barbra Streisand, Mae Questel e Kay Medford
- I'm The Greatest Star (musica di Jule Styne, testo di Bob Merrill), cantata da Barbra Streisand
- Rollerskate Rag (musica di Jule Styne, testo di Bob Merrill), cantata da Barbra Streisand & the Rollerskate Girls
- I'd Rather Be Blue Over You (Than Be Happy With Somebody Else) (musica di Jule Styne, testo di Bob Merrill), cantata da Barbra Streisand
- Second Hand Rose (musica di James F. Hanley e Grant Clarke, testo di Bob Merrill), cantata da Barbra Streisand
- His Love Makes Me Beautiful (musica di Jule Styne, testo di Bob Merrill), cantata da Barbra Streisand
- People (musica di Jule Styne, testo di Bob Merrill), cantata da Barbra Streisand
- You Are Woman, I Am Man (musica di Jule Styne, testo di Bob Merrill), cantata da Omar Sharif e Barbra Streisand
- Don't Rain on My Parade (musica di Jule Styne, testo di Bob Merrill), cantata da Barbra Streisand
- Entr'acte
- Sadie, Sadie (musica di Jule Styne, testo di Bob Merrill), cantata da Barbra Streisand e Omar Sharif
- The Swan (musica di Jule Styne, testo di Bob Merrill), cantata da Barbra Streisand
- Funny Girl (musica di Jule Styne, testo di Bob Merrill), cantata da Barbra Streisand
- My Man (Mon Homme) (musica di Maurice Yvain, testo francese di André Willemetz e Jacques Charles, testo inglese di Channing Pollock) cantata da Barbra Streisand
- Henry Street (musica di Jule Styne) (brano strumentale)
- People (Reprise) (musica di Jule Styne, testo di Bob Merrill), cantata da Barbra Streisand
- Finale (musica di Jule Styne) (brano strumentale)

Anche se originariamente pubblicato nel suo album People del 1964, la canzone People è stata ri-registrata per il film con un tempo diverso e testi aggiuntivi. Poiché le canzoni My Man, Second Hand Rose e I'd Rather Be Blue sono state spesso eseguite dalla vera Brice durante la sua carriera, sono state aggiunte nella partitura Styne-Merrill.
In Italia, come spesso si usava in quegli anni, le canzoni vennero doppiate in italiano; le canzoni della Streisand vennero interpretate da Christy

## Distribuzione
Nel 2006 l'American Film Institute ha classificato il film n. 16 nella sua lista per commemorare il più grande musical del film AFI. In precedenza aveva classificato il film 41° nella sua lista del 2002 di 100 anni... 100 passioni, le canzoni "People" e "Don't Rain on My Parade" rispettivamente nella 13ª e 46ª posizione nella sua lista di 2004 100 Years... 100 Songs, e la frase "Hello, gorgeous" al numero 81 nella sua lista del 2005 di 100 Years... 100 Movie Quotes.

## Riconoscimenti
- 1969 - Premio Oscar
  - Miglior attrice protagonista a Barbra Streisand
  - Candidatura Miglior film a Ray Stark
  - Candidatura Miglior attrice non protagonista a Kay Medford
  - Candidatura Migliore fotografia a Harry Stradling Sr.
  - Candidatura Miglior montaggio a Robert Swink, Maury Winetrobe e William Sands
  - Candidatura Miglior sonoro alla Columbia Pictures (SSD)
  - Candidatura Miglior colonna sonora a Walter Scharf
  - Candidatura Miglior canzone (Funny Girl) a Jule Styne e Bob Merrill
- 1969 - Golden Globe
  - Migliore attrice in un film commedia o musicale a Barbra Streisand
  - Candidatura Miglior film commedia o musicale
  - Candidatura Migliore regia a William Wyler
  - Candidatura Miglior canzone (Funny Girl) a Jule Styne e Bob Merrill

- 1970 - Premio BAFTA
  - Candidatura Miglior attrice protagonista a Barbra Streisand
  - Candidatura Migliore fotografia a Harry Stradling Sr.
  - Candidatura Migliori costumi a Irene Sharaff
- 1969 - David di Donatello
  - Miglior attrice straniera a Barbra Streisand